# PzB38/39反坦克步枪
Panzerbüchs39或'PzB 39是一款二戰時由納粹德國以Panzerbüchs 39改良的反坦克步槍。

## 研發

### PzB38
1930年代。德國想研製一款方便攜帶的輕型反坦克步槍，在Gustloff Werke工作的工程師的B. Braue設計出了Panzerbüchs38此設計採用單發射擊和復進式槍管，發射時槍管會往後約9釐米，打開後膛並排出彈殼此時膛室會處於開放狀態方便射手填彈，填裝完後射手要按下握把上的槓桿啟動閉鎖，後膛和槍管會在此向前移動並後定撞鎚準備好發射下一發子彈。據報導，此類型複雜的機構造成這把槍並不可靠。
儘管使用容易製造的壓制鋼件，但過於複雜的閉鎖機構使得PzB 38難以生產，Gustloff Werke於1939年和1940年只少量製造了1,408把PzB 38;德國在入侵波蘭時僅有62把此型步槍使用於實戰。

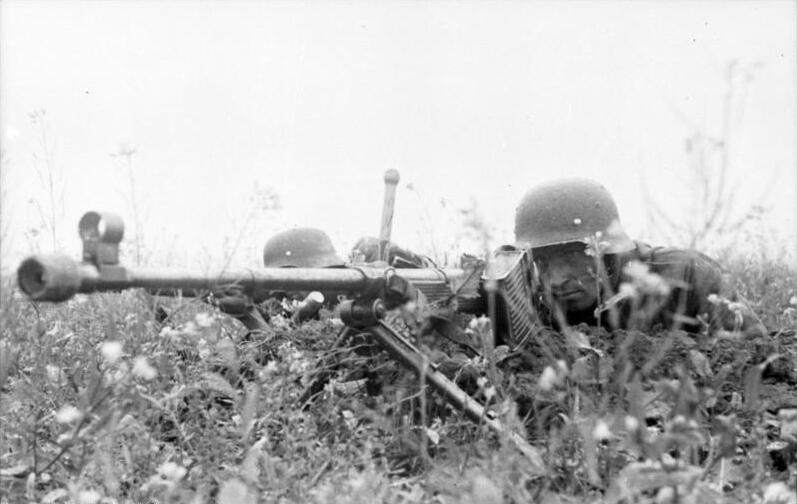
部屬在東線的士兵正在使用 PzB39

### PzB39
這是Gustloff Werke為了PzB38的量產所改進的型號，與PzB38不同的是它使用了升降式槍機閉鎖機制，保留了與PzB38相同的彈藥、槍管並將總長縮短為162公分重量僅為12.6公斤。此改型性能基本和PzB38差不多，但為了提高射速在靠近膛室的地方安裝了放置彈藥的盒子，這盒子並非是彈匣只是為了讓射手更容易拿到彈藥罷了。
德國在入侵波蘭時使用了568把PzB39。兩年後德蘇戰爭中約有25,298把PzB39使用於實戰。到了1941年11月停產時總共有39,232把PzB39被製造。PzB39至1944年仍在服役，但此時甚至對付輕型裝甲目標都已力不從心。

## 改型
1942年剩餘的PzB 39步槍開始重新安裝了縮短版的槍管(59公分)和Schiessbecher改裝套件用於發射步槍用榴彈這些改造後的的步槍獲得了名稱GranatbüchseModell 39（GrB 39）並一直使用直到戰爭結束。

## 流行文化

### 遊戲
- 2015年—《少女前線》：推出4星戰術人型PzB 39，可由重型製造中取得。
- 2019年1月22日—《英雄與將軍》：推出Panzerbüchse-39， 反坦步槍*可由遊戲幣購買取得。
- 2019年9月5日—《戰地風雲5》：推出Panzerbüchse-39反坦克步槍，可由遊戲內免費解鎖獲得，歸類為「反器材步槍」。
- 2021年—《應徵入伍》：為德軍科技樹上最後一個BR II反戰車武器，解鎖後可用銀幣購買。